# Huangjinbu (köpinghuvudort i Kina, Jiangxi Sheng, lat 28,48, long 116,80)
Huangjinbu är en köpinghuvudort i Kina. Den ligger i provinsen Jiangxi, i den sydöstra delen av landet, omkring 93 kilometer öster om provinshuvudstaden Nanchang. Antalet invånare är 64 647. Befolkningen består av 30 569 kvinnor och 34 078 män. Barn under 15 år utgör 22,0 %, vuxna 15-64 år 70 %, och äldre över 65 år 6,0 %.
Runt Huangjinbu är det tätbefolkat, med 331 invånare per kvadratkilometer. Huangjinbu är det största samhället i trakten. Trakten runt Huangjinbu består till största delen av jordbruksmark.
Genomsnittlig årsnederbörd är 2 491 millimeter. Den regnigaste månaden är juni, med i genomsnitt 454 mm nederbörd, och den torraste är oktober, med 26 mm nederbörd.